# هانکات (کالیفرنیا)
هانکات (به انگلیسی: Honcut) یک منطقهٔ مسکونی در ایالات متحده آمریکا است که در شهرستان بیوت، کالیفرنیا واقع شده‌است. هانکات ۱۰٫۹۷۳ کیلومتر مربع مساحت و ۳۷۰ نفر جمعیت دارد و ۳۳ متر بالاتر از سطح دریا واقع شده‌است.